# 경찰기동대

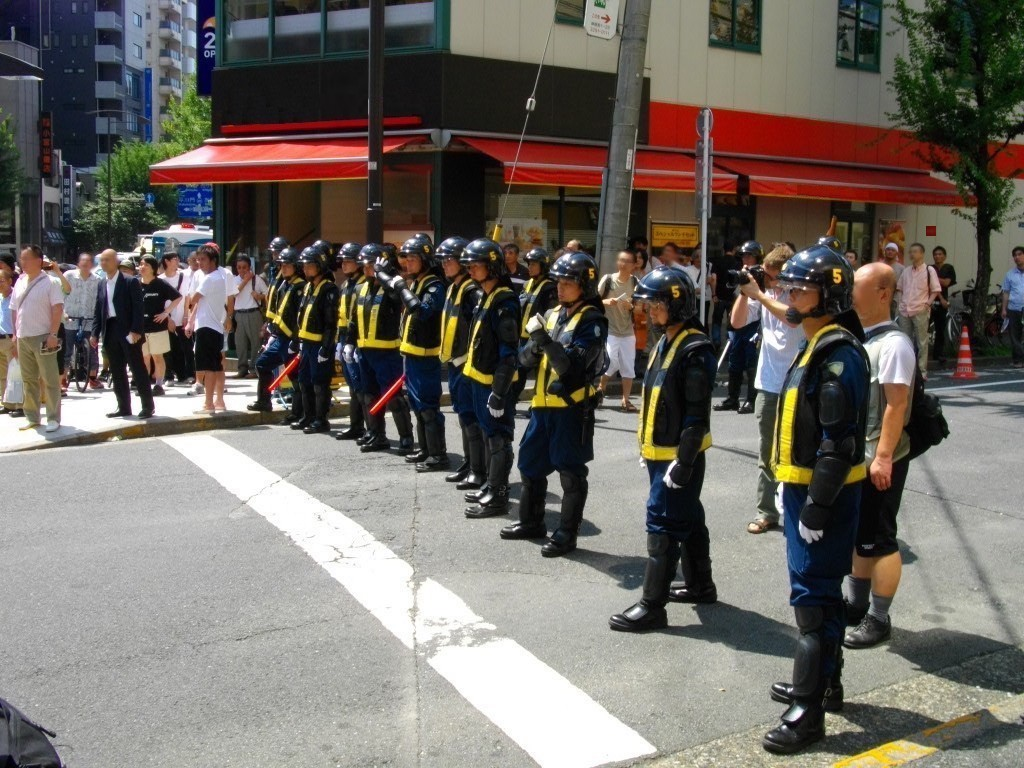
일본 경시청소속 경찰기동대

경찰기동대는 불법적으로 발생한 집회이나 시위 등을 진압하기 위하여 편성된 경찰의 직속기동부대를 말한다.

## 대한민국의 경찰기동대
병역자원 부족으로 2011년 12월 26일 이후 차출을 중단하여 2013년 1월 25일 이후 폐지되는 전경과 2023년 5월 17일에 폐지된 의경을 대체하기 위하여 경찰공무원으로 편성된 새로운 기동부대가 신설되었다.(경찰관기동대 운영규칙, 경찰청훈령 제544호)
경찰관기동대란 경찰관만으로 구성되는 기동대가
군 훈련소에서 차출된 훈련병들로 구성된전경과 의경등 기존의 기동대와 구분하기 위해 사용하는 명칭이다. 기동대장은 경정이며 각 지방경찰청 소속이다.
대규모 집회 시위나 국가 주요행사와 같이 많은 치안력이 집중적으로 요구되는 치안상황에 주로 투입되며 사회공공의 질서유지를 위해 범죄의 예방과 진압 임무를 수행한다.
신규 모집하는 대원은 공개채용 과정을 거쳐 6개월간 일반 소양과목과 전문 교육을 이수한 후 순경으로서 2년 동안 경찰관 기동대에 배치되어 근무하게 되며, 향후 모든 남자 신임 순경들을 경찰관 기동대에 배치할 예정이다.
'전경'과 '의경'을 통틀어 전투경찰 혹은 대원이라고 칭한다. 반면 순경 이상 경찰관은 직원 이라고 하며, 일부가 경찰관 기동대(직원기동대. 직기대 혹은 기동대)에서 근무한다.
2012년 10월 현재 육상 전의경 총원은 20,430명으로, 그 중 전경은 3,000명, 의경은 17,430명 정도이다.

### 사복체포조 부활 논란
백골단(사복체포조)은 1980년대 ~ 1990년대 사복경찰관으로 구성된 다중범죄 진압 임무를 수행하는 경찰부대를 일컫는 별칭이다. 대부분 무술 유단자 등으로 구성되었으며 시위자들을 진압하는 모습이 흰색 헬멧에 일반 전투경찰들과 구분되는 청색자켓 복장 때문에 백골단이란 별칭이 붙게 되었다. 당시 전투경찰들은 열을 맞춰 중대 단위로 진압을 하는데 반해 이들은 작은 방패에 단봉을 들고 시위대 속으로 뛰어들어가 시위대 대오를 흐트려놓았다. 당시 독재시대를 상징하는 권위의 상징이라는 평이 있으며 시위대들에게 공포를 느끼게 하는 집단이었다. 1996년 연세대사태 이후로 서울지방경찰청 내 3개 중대를 남기고 규모가 크게 줄었다. 남아있는 3개 중대도 일반 기동경찰과 같은 복장으로 진압을 하게 되었다. 또한 과거 진압방식을 더 이상 따르지않고, 전투경찰과 같은 방식으로 진압을 하게 되었다.
새로 창설된 경찰관 기동대가 과거 백골단을 부활시킨 것이라는 평이 있고, 대한민국에만 존재하는 기형적 군복무형태인 전투경찰 제도를 바로잡는 첫걸음이라는 평도 있다.

### 2009년 창설된 경찰관 기동대
2007년 9월부터 공채를 통해 선발했으며, 6개월 간의 교육 과정을 거쳐 2008년 7월 30일 창설됐다. 이에 대해 경찰당국은 집회·시위 관리 분야에서 메가톤급 폭발력을 실감할 수 있을 것이라 기대하고 있다.

### 2008년 미국산 쇠고기 수입 반대 촛불시위 진압
2008년 대한민국 미국산 쇠고기 수입 논란에 의해 일어난 촛불집회에서 2008년 6월 1일 새벽에 경찰은 경찰관 기동대를 투입하여 시위자들을 진압하였다. 이 과정에서 시위자와 기동대원 일부가 부상을 입었다.

### 쌍용차 사태진압
이후 경찰관 기동대는 쌍용차 사태를 진압하였다.
그러나 그 당시 진압을 거부한 경찰관이 파면(그 후 해임으로 경감)되는 사건이 일어났으나 소송을 하여 해임이 부당하다는 판결을 받았다.

### 인적 구성
1980년대~1990년대에는 무술유단자나 특전사, 해병대 출신들이 주류를 이루었다. 현재에는 공개채용을 통해 780여명이 선발되며 60여명의 여성대원도 포함되어 있다. 채용 후 선발된 지역에서 적어도 2년 동안 기동대 근무를 해야하는 조건이 있다. 업무특성을 고려한 특별수당이 주어진다.

## 같이 보기
- 폭동적 시위진압
- SWAT